# Martijn Veldhoen
Martijn Veldhoen (Amsterdam,1962) is een Nederlandse kunstenaar en filmmaker.
Martijn Veldhoen studeerde schilderkunst aan de Rietveld Academie in Amsterdam van 1979 tot 1984. Vanaf het begin van zijn carrière is Veldhoen betrokken geweest bij multidisciplinaire projecten die verschillende disciplines omvatten, zoals muziek, sculpturale objecten en later video en film. In 1992 begon Veldhoen met het maken van video-installaties en exposeerde hij in verschillende internationale galeries en musea. De laatste jaren begon Veldhoen te werken aan projecten die zowel geïnterpreteerd kunnen worden als video-installaties, experimentele documentaires als experimentele korte films. Deze projecten zijn wereldwijd vertoond op tentoonstellingen, film- en videofestivals en hebben verschillende prijzen gewonnen.
- RKD-Nederlands Instituut voor Kunstgeschiedenis: 79817